# Noro
Noro – miasto na Wyspach Salomona, w Prowincji Zachodniej, na wyspie Nowa Georgia; 3365 mieszkańców (2009). Ośrodek turystyczny.